# Sankt Savaorden

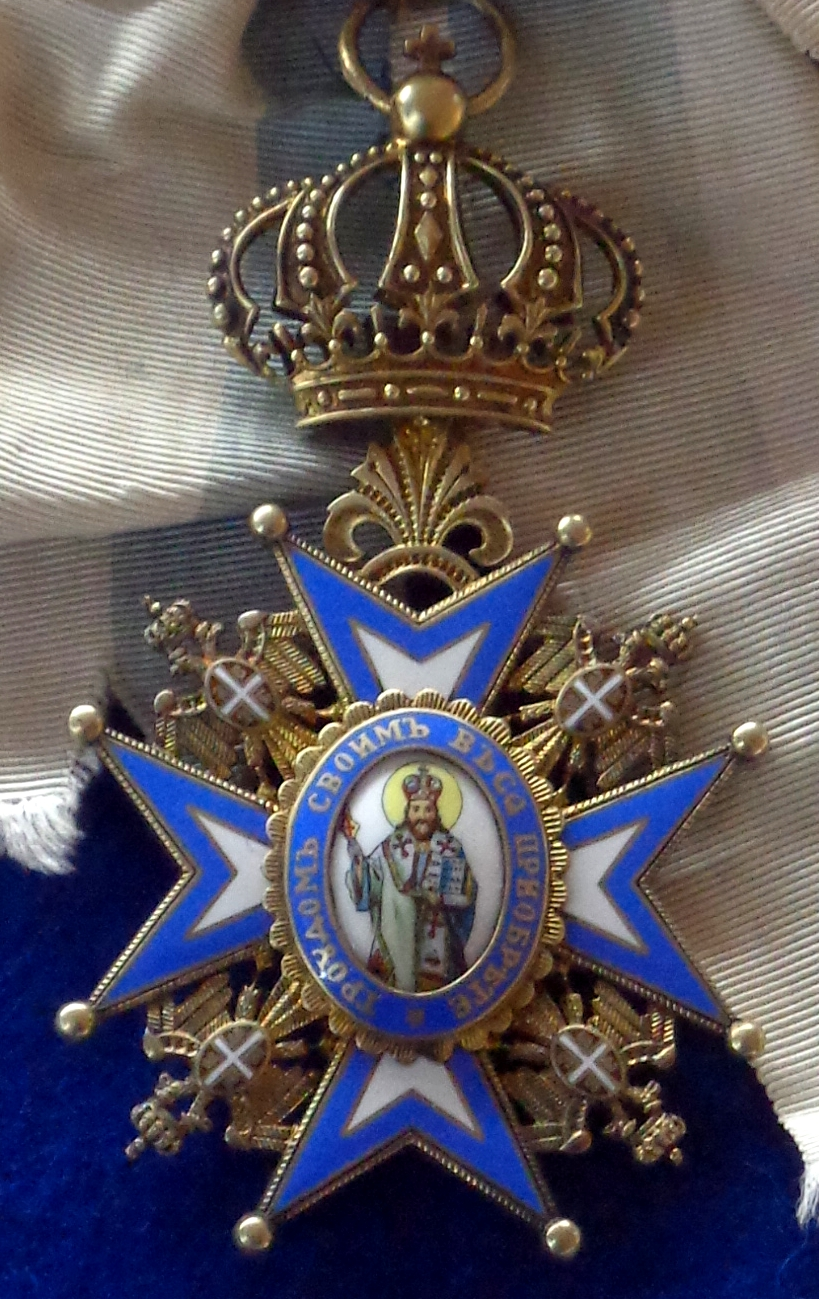
Sankt Savaorden.

Sankt Savaorden var en orden i fem klasser instiftad den 23 januari 1883 av kung Milan I av Serbien. Orden utdelas för upplysning, vetenskap, litteratur och konst. Den uppkallades efter biskop Sava (d. 1237), den serbiska kyrkans organisatör.